# Eugenia corcovadensis
Eugenia corcovadensis är en myrtenväxtart som beskrevs av Hjalmar Frederik Christian Kiaerskov. Eugenia corcovadensis ingår i släktet Eugenia och familjen myrtenväxter. Inga underarter finns listade i Catalogue of Life.